# Павел Патев
Павел Атанасов Патев е виден български зоолог, протозоолог, фитопатолог и орнитолог, работи главно в областта на орнитологията и поставил основите на орнитологията като наука в България.

## Биография
Роден е на 13 октомври 1889 г. в Пловдив. През 1912 г. завършва естествена история в Софийския университет. От 1922 г. е директор на Царската научна библиотека. От 1928 г. е ръководител на библиотеката на Природонаучния музей. В периода 1928 – 1950 г. е уредник на Орнитологичния отдел на Природонаучния музей. Между 1930 и 1948 г. е ръководител на Българска орнитологическа централа.
През 1934 г. той е назначен за уредник на Зоологическата градина в София, а от 1939 г. до края на живота си е директор. На 8 април 1942 г. езерото Сребърна е обявено за развъдник на блатни птици. Проведени са орнитологични експедиции под ръководството на Павел Патев. Част от събраните научни материали са включени в книгата му „Птиците в България“. Павел Патев слага началото на сезонните миграции на прелетните птици чрез масовото им опръстеняване в страната.  Чрез опръстеняването на около 300 000 птици проследява пътищата на миграцията и проучва биологията им. Установява, че гнездящите в България бели щъркели зимуват в Южна Африка. Изследва разпространението на птиците в България и Северна Гърция.
Той е полиглот, владее свободно и води активна кореспонденция на френски, английски, немски и руски език.
На негово име е наречена кръсточовката на Патев (Loxia patevi Boev, 1998) – фосилен вид отпреди 2,25 млн. г. открит в находището край с. Долно Озирово до гр.Вършец.
Умира на 22 март 1950 г. в София.